# Cúmulo globular M5
El cúmulo globular M5 (también conocido como Objeto Messier 5, Messier 5, M5 o NGC 5904) es un cúmulo globular que se encuentra en la constelación de Serpens.
M5 fue descubierto por el astrónomo alemán Gottfried Kirch en 1702 cuando observaba un cometa . Charles Messier lo notó en 1764 y, un estudioso de cometas, lo calificó como una de sus nebulosas. William Herschel fue el primero en resolver estrellas individuales en el cúmulo en 1791, contando aproximadamente 200.
Su magnitud conjunta en banda B (filtro azul) es igual a la  7.34 mientras que su magnitud en banda V (filtro verde) es 6.65. Presenta un tipo espectral F7 y fotográficamente se aprecia de color amarillento debido a la gran cantidad de estrellas gigantes rojas que contiene.
Presenta una velocidad radial (respecto al Sol) de 51.8 km/s o 186 480 km/h.
Para el aficionado dotado de un telescopio mediano (150-200 mm de diámetro) equipado con cámara CCD, la variable más brillante es V42: se trata de un astro de magnitud 11.22 (en banda V) que pulsa con un período de 12.75 días y pertenece al tipo RV Tauri.